# Banco de la Nación Argentina
Il Banco de la Nación Argentina (Banca della Nazione Argentina), acronimo BNA, è un istituto di credito statale e la più grande istituzione finanziaria dell'Argentina.
Fornisce una gamma notevole di servizi finanziari per la clientela d'affari inclusi i conti correnti di risparmio, i conti nazionali, i prestiti personali e i mutui, i prestiti industriali, agricoli e di esportazione, le carte di credito, i prestiti di investimento, le assicurazioni sugli infortuni, le assicurazioni sulla vita e sulle auto, i servizi di commercio rivolti agli stranieri, le carte aziendali, i prodotti di leasing e molto altro.
Impiega oltre 16.000 dipendenti, e mantiene oltre alle filiali presenti in tutta l'Argentina, 14 filiali estere (Bolivia, Brasile, Stati Uniti, Isole Cayman, Cile, Francia, Spagna, Regno Unito, Panama, Giappone, Venezuela, Paraguay e Uruguay) e due uffici di rappresentanza: Caracas (Venezuela) e Porto Alegre (Brasile).
Il Banco de la Nación Argentina venne fondata nel 1891 dal presidente Carlos Pellegrini per stabilizzare le finanze della nazione dopo il panico finanziario del 1890.
Nel 2011 il totale delle sue attività sfiorava i 37 miliardi di dollari (circa 28 miliardi di Euro) e poco più di 30 miliardi in depositi (circa 22 miliardi di Euro).

## Storia
È stata fondata il 26 ottobre 1891 su iniziativa del presidente Carlos Pellegrini e con la legge n. 2841, e ha iniziato a operare il 1° dicembre dello stesso anno presso la sede centrale situata nella Città di Buenos Aires.

## Sedi
La banca ha 18.057 dipendenti in Argentina e 238 all'estero. Allo stesso tempo, ha un'immagine ben consolidata in Argentina, con un totale di 739 filiali e 2793 sportelli automatici in un gran numero di città e paesi in tutto il Paese. Così, anche in città relativamente piccole, la filiale della Nación è uno degli edifici principali, solitamente situato vicino alla piazza centrale. La Sede centrale della Banca è situata nel quartiere di San Nicolás a Buenos Aires, a pochi passi da plaza de Mayo e dalla Casa Rosada. Fu progettata nel 1935 dall'architetto Alejandro Bustillo.
Il Banco de la Nación Argentina ha un numero di filiali nelle città dell'interno dell'Argentina che non ha paragoni con nessun altro istituto finanziario. Il Banco ha 739 filiali in Argentina e altre 10 all'estero (Santa Cruz de la Sierra, Bolivia; San Paolo; Madrid, Spagna; Asunción, Concepción, Encarnación e Villarrica, Paraguay; Miami e New York, USA; Montevideo, Uruguay), oltre a un ufficio di rappresentanza a Pechino, Cina.